# 特雷爾森特 (佛羅里達州)
特雷爾森特（英語：Trail Center）是位於美國佛羅里達州門羅縣的一個非建制地區。該地的面積和人口皆未知。

## 地理
特雷爾森特的座標為25°48′18″N 80°52′34″W / 25.805°N 80.876°W，而該地的平均海拔高度為2米（即7英尺）。